# HSBC Global Asset Management (Deutschland)

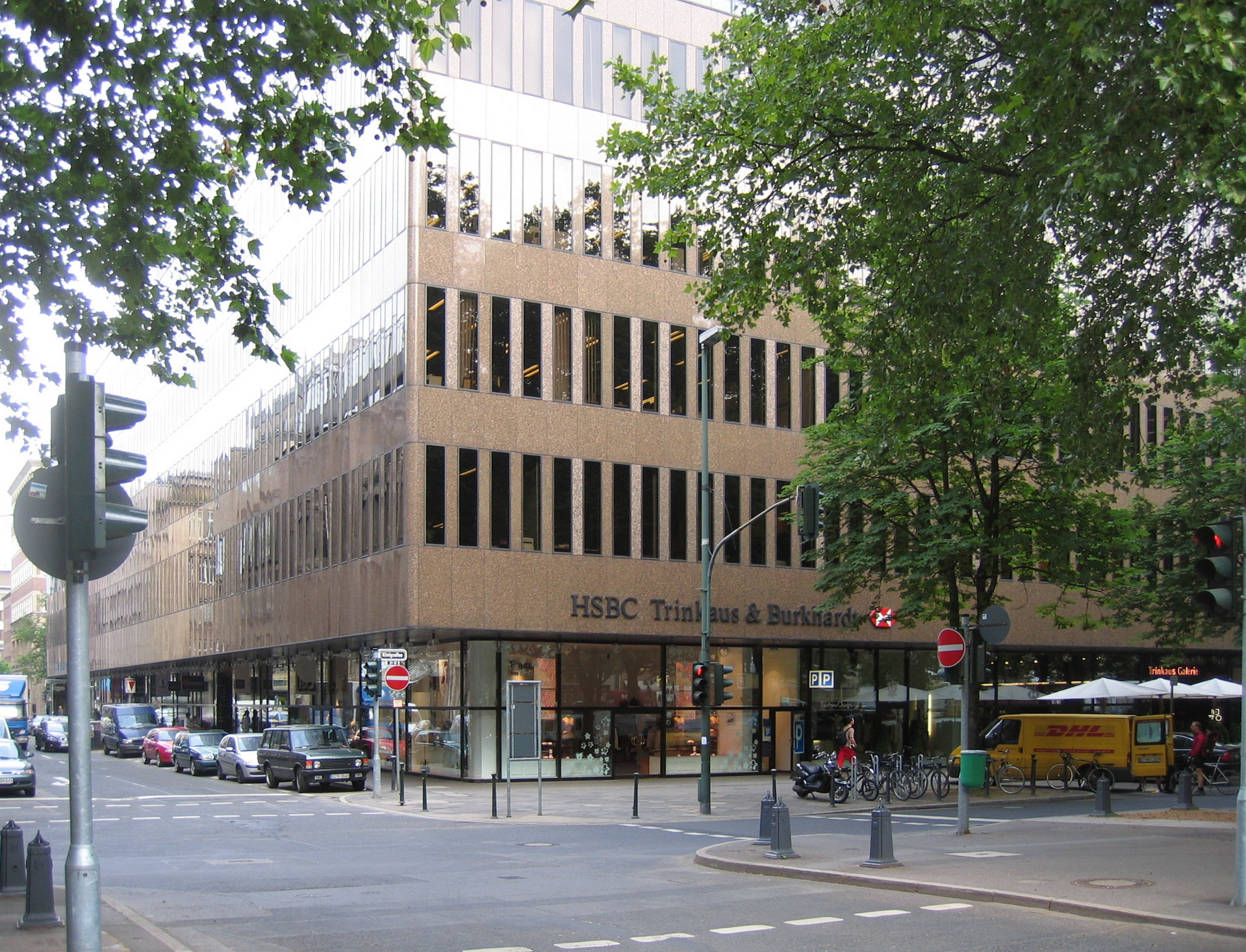
Hauptsitz von HSBC Global Asset-Management Deutschland in Düsseldorf, Frontansicht von der KÖ

Die HSBC Global Asset Management (Deutschland) GmbH ist ein Vermögensverwalter mit Sitz in Düsseldorf und eine 100%ige Tochtergesellschaft von HSBC Trinkaus & Burkhardt.

## HSBC Gruppe
Die HSBC-Gruppe (Hong Kong Shanghai Banking Corporation) wurde im Jahr 1865 gegründet und hat ihren Hauptsitz in London. Sie ist eine der weltweit größten Banken- und Finanzdienstleistungsorganisationen. In den Geschäftsbereichen Wealth and Personal Banking, Global Banking and Markets und Commercial Banking ist HSBC in über 60 Ländern und Territorien weltweit tätig.
Die HSBC Trinkaus & Burkhardt AG wurde im Jahr 1785 gegründet und hat ihren Hauptsitz in Düsseldorf. Sie gehört zu 100 % zur HSBC Gruppe.

## HSBC Asset Management
Die globalen Asset-Management-Aktivitäten der HSBC-Gruppe werden von HSBC Asset Management gesteuert. Der Asset Manager ist auf die Entwicklung und den Vertrieb von Fonds- und Beratungslösungen sowie die Bereitstellung maßgeschneiderter Investmentlösungen für institutionelle Kunden, Firmenkunden, Finanzintermediäre und Privatkunden spezialisiert und gehört zu den weltweit führenden Vermögensverwaltern.